# 多萝西计划
多萝西计划（Project Dorothy）是SETI项目的一部分，对奥兹玛计划的延续，从2010年11月5日开始，持续一个月时间。澳大利亚、日本、韩国、意大利、荷兰、法国、阿根廷和美国的天文学家参与其中，观测对象主要是波江座的天苑四和鲸鱼座的天仓五。